# Stoemp
Le stoemp est un plat traditionnel flamand typique en Belgique, dans le nord de la France et en Hollande.    
Il s'agit d'un plat cuisiné à Bruxelles depuis le XIXe siècle (et probablement avant, l'usage de la pomme de terre étant attesté dès le XVIe siècle en principauté de Liège, et sa culture attestée dans les Pays-Bas autrichiens au XVIIIe siècle).    

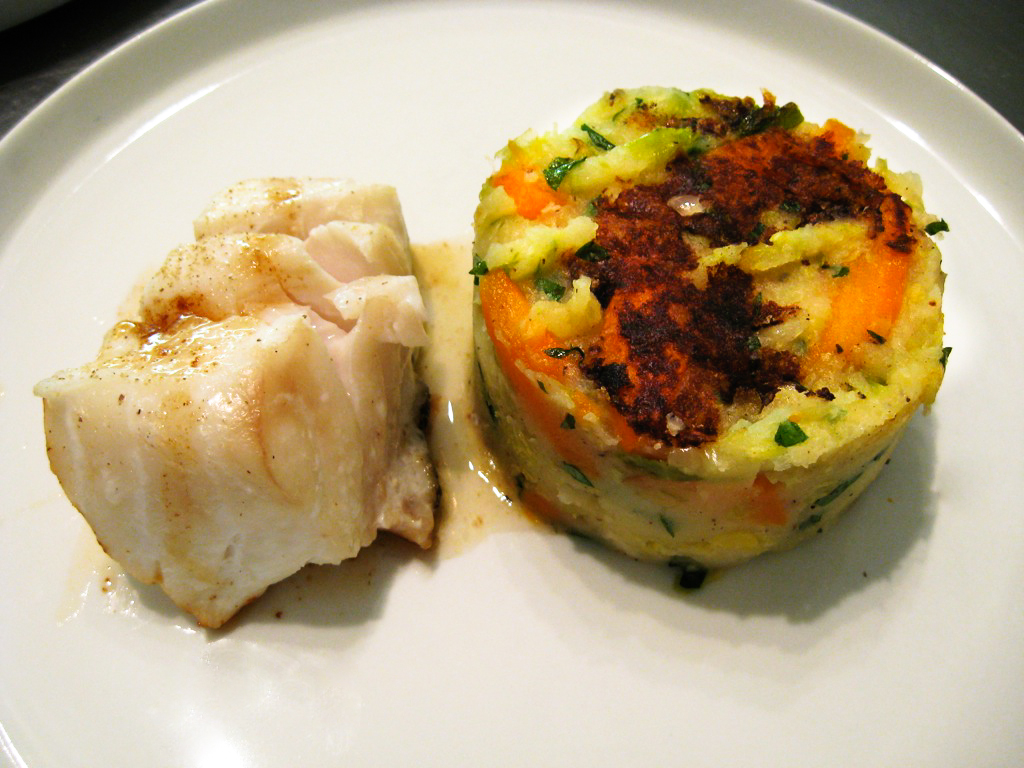
Morue accompagnée de stoemp.

## Prononciation du terme
Stoemp se prononce « stoump » (/stump/). C'est un mot typique du dialecte brabançon où, comme dans le néerlandais standard et les dialectes flamands, le digramme « oe » se prononce comme le « ou » du français. L'origine de l'appellation vient du flamand, doorgestoempte patatjes, « pommes de terre écrasées ».

## Présentation
Le stoemp est un plat populaire, paysan, simple.
Il est composé d'une purée de pommes de terre mélangée avec un ou plusieurs des légumes suivants : oignons et carottes, poireaux, épinards, brocolis, chicons (ou endives), petits pois ou chou, aromatisée de thym et laurier.
Il accompagne traditionnellement des boudins poêlés, du lard rôti, des saucisses de campagne ou des œufs sur le plat, que des variantes familiales remplacent parfois par l'entrecôte ou le filet de cheval.

## Comparaisons culinaires
En français, on traduit souvent, et erronément, le terme stoemp par « potée ».
À la différence de la potée (mélange de viande, de légumes et de pommes de terre cuit dans un bouillon), le stoemp se prépare en faisant dorer les oignons dans du beurre, et en y ajoutant ensuite les pommes de terre et légumes coupés en dés ou en rondelles ; le tout se cuit à l'étouffée et peut nécessiter l'adjonction d'eau. Si les légumes ne se sont pas suffisamment désagrégés, on les presse avec un pilon pour obtenir la purée qu'il faut manger très chaude, arrosée du jus de cuisson de la viande ou de jaunes d'œuf.
Même s'ils appartiennent à une même famille de préparations culinaires, stoemp, hutspot et stamppot ne sont pas synonymes, car les ingrédients ou les modes de préparation sont différents dans les trois cas.
Dans Tintin et les Picaros, le héros et ses amis sont invités, chez le chef des indigènes arumbayas, à consommer du stoumpô très relevé. Un terme très proche de stoemp qui laisse penser à un clin d'œil de l'auteur, Hergé.

## Citation
Le stoemp « a servi de régal obligatoire à un peuple entier de petits Bruxellois dont il a fortifié les muscles et encouragé la propension à la bedaine ».

## Hommage
En 2020 sera inauguré un nouveau quartier à Bruxelles sur l’ancien site industriel Tour et Taxis. Vingt-huit nouvelles voies vont être baptisées (d’après 1397 propositions) dont le « passage du Stoemp ».